# Diego Porcel
Diego Rodrigo Porcel (San Pedro, 21 gennaio 2005) è un calciatore argentino, attaccante dell'Argentinos Juniors.

## Caratteristiche tecniche
Gioca come centravanti.

## Carriera
Cresciuto nel settore giovanile dell'Argentinos Juniors, il 15 giugno 2024 ha firmato il suo primo contratto professionistico; il 16 aprile 2025 ha debuttato in prima squadra (e contestualmente in competizioni professionistiche) nell'incontro di Copa Argentina vinto 3-0 contro il Central Norte (S) ed una settimana dopo ha esordito anche in prima divisione argentina, contro il Barracas Central.

## Statistiche

### Presenze e reti nei club
Statistiche aggiornate al 11 agosto 2025.
| Stagione        | Squadra            | Campionato      | Campionato | Campionato | Coppe nazionali | Coppe nazionali | Coppe nazionali | Coppe continentali | Coppe continentali | Coppe continentali | Altre coppe | Altre coppe | Altre coppe | Totale | Totale | Totale |
| Stagione        | Squadra            | Comp            | Pres       | Reti       | Comp            | Pres            | Reti            | Comp               | Pres               | Reti               | Comp        | Pres        | Reti        | Pres   | Reti   |        |
| --------------- | ------------------ | --------------- | ---------- | ---------- | --------------- | --------------- | --------------- | ------------------ | ------------------ | ------------------ | ----------- | ----------- | ----------- | ------ | ------ | ------ |
| 2025            | Argentinos Juniors | PD              | 4          | 0          | CA              | 3               | 0               | -                  | -                  | -                  | -           | -           | -           | 7      | 0      |        |
| Totale carriera | Totale carriera    | Totale carriera | 4          | 0          |                 | 3               | 0               |                    | -                  | -                  |             | -           | -           | 7      | 0      |        |